# Самойло, Александр Сергеевич
Алекса́ндр Серге́евич Самойло (1893, Москва — 29 апреля 1974) — советский историк-медиевист, англовед. Доктор исторических наук (1950), профессор Московского областного педагогического института имени Н. К. Крупской, заведовал кафедрой истории средних веков, а затем кафедрой всеобщей истории. Также работал в Отделе западноевропейского Средневековья и раннего Нового времени ИВИ АН СССР, занимался историей Англии XV—XVII вв.. Изучал историю колониальной политики Английской республики и протектората.

## Биография
Родился в семье военного. Окончил юридический факультет Московского университета (1918). В 1928 году окончил аспирантуру Института РАНИОН. С 1938 года — преподаватель Горьковского пединститута. С 1947 года работал в МОПИ. С 1954 года — старший научный сотрудник сектора истории средних веков ИИ АН.
Докторская диссертация — «Колониальная политика Английской республики и протектората».
Публиковался в изданиях: «Ученые записки Моск. обл. пед. ин-та», «Средние века», «Исторический журнал».
Автор известной монографии о ранних английских колониях в Северной Америке «Английские колонии в Северной Америке в XVII веке. Начальный период истории США» (наиболее значительное его исследование, монография 1963 года; как отмечают, эту фундаментальную работу Самойло создал под влиянием А. В. Ефимова). Автор статей для БСЭ.
В 1952 году под его началом защитила кандидатскую диссертацию Л. П. Лаптева, впоследствии заслуженный профессор МГУ. Также являлся научным руководителем Л. А. Зимулиной, впоследствии профессора. В МОПИ учился у него Лев Андреевич Медведев.

## Основные работы
- История средних веков : учебник для вузов / ред.: С. Д. Сказкин, А. С. Самойло, А. Н. Чистозвонов. — 2-е изд., перераб. — М.: Политиздат, 1954. {Рец.: Люблинская А. Д. Рецензия на учебник истории средних веков, т. II, под ред. С. Д. Сказкина, А. С. Самойло, А. Н. Чистозвонова // Средние века. Вып. 7, 1955 г.}
- Всемирная история в десяти томах / ред. М. М. Смирин, И. Я. Златкин, А. С. Самойло, В. И. Шунков [и др.]. — М.: Издательство социально-экономической литературы, 1958. — Том 4. — 868 с.
- Английские колонии в Северной Америке в XVII веке : Начальный период истории США / отв. ред. С. Д. Сказкин; АН СССР, Ин-т истории. — М.: Изд-во АН СССР, 1963. 324 с.
- История средних веков : в 2-х томах / ред. С. Д. Сказкин. — М.: Высшая школа, 1966. — Т. 2 : учебник для вузов / ред.: А. Д. Люблинская, А. С. Самойло, Ю. М. Сапрыкин [и др.]. — 1966. — 388 с.